# Evelyn Ay Sempier
Evelyn Margaret Ay Sempier (Ephrata, 8 marzo 1933 – 18 ottobre 2008) è stata una modella statunitense, eletta Miss America 1955. È stata l'unica Miss Illinois a vincere il titolo di Miss America.

## Biografia
Di origini tedesche, nell'arco di pochi anni Evelyn Ay Margaret vinse numerosi titoli in vari concorsi di bellezza. Nel 1950 vinse il titolo di Miss Ephrata Fair and Tobacco Queen of Lancaster County, in Pennsylvania. Nel 1951, dopo il diploma ottenne il titolo di Miss Pennsylvania AMVET ed il titolo di Miss National AMVET nel 1952, oltre che quello di Miss Pennsylvania nel 1953. Proprio in qualità di Miss Pennsylvania, la Sempier fu eletta Miss America 1954. L'edizione del concorso vinta dalla Sampier fu l'ultima a non essere trasmesso in televisione, prima che l'evento diventasse una trasmissione televisiva.
Dopo l'anno di regno, la modella rimase attiva nell'organizzazione del concorso per diversi anni, occupandosi della selezione delle concorrenti delle selezioni regionali del concorso. Fu anche la testimonial della Nash Motors nella promozione della prima automobile commercializzata specificatamente per le donne.
Nel 1954 Evelyn Ay Sampier sposò Carl G. Sempier, un veterano della marina ed imprenditore, da cui ebbe due figli. Carl G. Sempier morì nel 2007, e lei lo seguì il 18 ottobre 2008, per un Cancro del colon-retto. She has been the only Miss Pennsylvania to win the national pageant.